# Shah Deniz
Shah Deniz è un noto giacimento di gas naturale dell'Azerbaigian, situato nella porzione sud-ovest del Mar Caspio, circa 70 km a sud-est da Baku. 
Il giacimento principale si estende per oltre 140 km², mentre l’intera regione gasifera copre un’area di 860 km². La profondità del mare nell'area varia tra 50 e 550 metri, il giacimento ha inizio a 600 metri sotto il livello del mare.
Shah Deniz è fondamentale per il corridoio meridionale del gas, esso porta volumi aggiuntivi e alternativi di gas naturale verso i paesi membri dell'Unione europea. Geograficamente, si trova nel bacino del Mar Caspio meridionale. Le riserve totali del giacimento sono stimate a 1,2 trilioni di metri cubi (1200 km³) di gas naturale e circa 240 milioni di tonnellate di condensato di gas. Lo sviluppo del giacimento è controllato da un consorzio che comprende le seguenti società:
- BP (29,99%) - operatore
- SOCAR (14,35%)

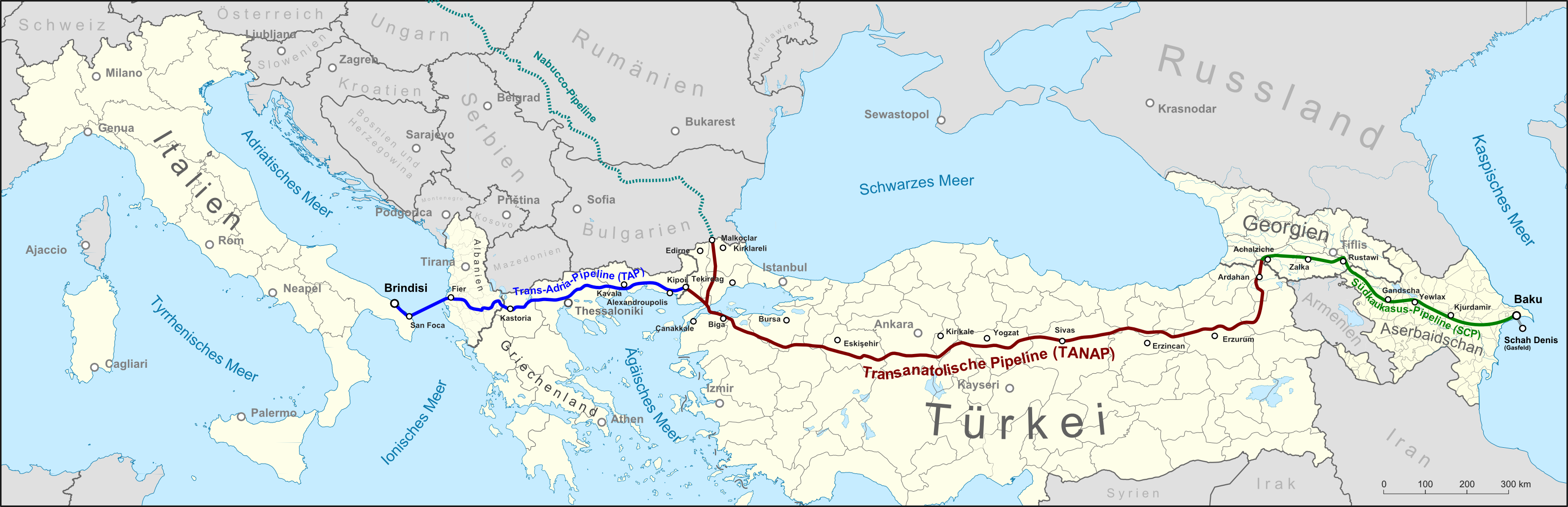

- Turkish Petroleum Corporation (19%)
- LUKoil (19,99%)
- Naftiran Intertrate Company (10%)
- Southern Gas Corridor (6,67%)

Le forniture di gas verso l'Europa vengono effettuate lungo il gasdotto del Caucaso meridionale e la rotta Baku-Tbilisi-Erzurum attraverso il Gasdotto Trans-Anatolico (TANAP) e il Gasdotto Trans-Adriatico (TAP).

## Storia
La struttura idrocarburica di Shah Deniz fu scoperta dai geologi azeri nel1954. Il primo pozzo trivellato da una piattaforma di produzione stazionaria si trova a 6500 m di profondità ed è stato attivato il 15 dicembre 2006, con un tasso di produzione di 5,6 milioni di m³ al giorno. Nel giro di pochi giorni, la produzione è stata sospesa a causa di una fessura e di una fuga di gas nel pozzo, provocate dall'aumento di pressione nel giacimento. L'eliminazione di questi problemi è durata tre settimane. Il 23 gennaio 2007, la produzione di gas nel pozzo è stata nuovamente sospesa, sempre a causa dell'aumento della pressione nella struttura del pozzo.
Nel dicembre 2006, il presidente georgiano Mikheil Saakashvili ha firmato un protocollo sulla spedizione di 800 milioni di m³ di gas alla Turchia dalla quota turca di Shah Deniz per l'anno 2007, al fine di limitare parzialmente gli effetti dell'aumento del prezzo del gas russo. Allo stesso tempo, l'Azerbaigian desiderava innanzitutto compensare con il gas prodotto dal giacimento la prevista diminuzione delle forniture di Gazprom.
Nel luglio 2007, il giacimento ha prodotto 700 milioni di m³ di gas tramite 3 pozzi di estrazione. Di questa produzione, l'Azerbaigian ha ricevuto 539 milioni di m³ di gas, mentre la Georgia ne ha ricevuti 100 milioni di m³. In aggiunta, 45 milioni di m³ sono stati utilizzati nelle stazioni di compressione dell'oleodotto Baku-Tbilisi-Ceyhan.
Dalla fine del 2012 nel campo di Shah Deniz sono operativi 4 pozzi di estrazione.
La seconda fase dello sviluppo del campo è stata prevista per il 2016-2017. La produzione annuale prevista dalla seconda fase è di 16 miliardi di m³. Questo gas è importante per i progettisti di diversi progetti di gasdotti concorrenti che prevedono di trasportare il gas azero in Europa - Nabucco, Gasdotto Trans-Adriatico e Interconnettore Turchia-Grecia-Italia. Di questo gas si prevede di trasportare: 6 miliardi di m³ in Turchia, 1 miliardo di m³ in Grecia, 1 miliardo di m³ in Bulgaria e 8 miliardi di m³ in Italia. All'inizio di ottobre 2015 è stato annunciato che lxa fornitura di gas azero all'Europa inizierà nel 2022-2025.
Inoltre, la multinazionale russa Gazprom e l'Iran sono interessati alle forniture di gas della seconda fase di sviluppo del giacimento.
All'inizio del 2013, al World Economic Forum di Davos, il vicepresidente di SOCAR Elshad Nasirov ha dichiarato che SOCAR ha prorogato il termine del contratto per lo sviluppo del giacimento di Shah Deniz fino al 2036.
Nel 2023, sono state scoperte nuove riserve di gas sotto il campo petrolifero Azeri-Chirag-Gunashli nel Mar Caspio. La produzione da queste riserve è prevista per l'anno successivo. Le dimensioni esatte delle riserve non sono state specificate, ma potrebbero contribuire all'obiettivo dell'Azerbaigian di raddoppiare le esportazioni di gas verso l'Europa entro il 2027. Poiché queste nuove riserve non sono coperte dagli accordi esistenti, sarà necessario un nuovo accordo con il governo azero, aprendo la possibilità di ulteriori esportazioni di gas azero in Europa.

## Fase 2
Le discussioni su Shah Deniz-2 hanno avuto inizio nel 2008, con l'obiettivo principale di individuare le rotte di trasporto per i volumi aggiuntivi di gas. Il 17 dicembre 2013, a Baku, in Azerbaigian, sono stati conclusi intensi negoziati della durata di cinque anni con la firma della decisione finale relativa all'investimento.
Le discussioni fondamentali si sono concentrate sulla selezione di un gasdotto per consegnare il gas aggiuntivo dal giacimento ai mercati europei. Ci sono voluti anni di negoziati per restringere una dozzina di proposte ai progetti in competizione, TAP e Nabucco.
Nove società hanno concordato di firmare un accordo di vendita del gas con il consorzio:
- Axpo Trading AG
- Bulgargaz EAD
- DEPA Public Gas Corporation of Greece S.A.
- Enel Trade SpA
- E.ON Global Commodities SE
- Gas Natural Aprovisionamientos SDG SA
- GDF SUEZ S.A.
- Hera Trading srl
- Shell Energy Europe Limited

Su un totale di 10 miliardi di m³ destinati per l'Europa, 1 miliardo di m³ andrà a Bulgaria e Grecia, il resto andrà agli acquirenti in altri paesi, soprattutto in Italia.
Il progetto includerà due piattaforme di gas offshore collegate al ponte, pozzi sottomarini e un ampliamento dell'impianto di gas al Terminal di Sangachal, con un costo stimato di almeno $ 10 miliardi.
Il costo complessivo dell'espansione di Fase 2, compresi gli stadi a monte e a metà (gasdotti TANAP e TAP) è stimato intorno ai $ 45 miliardi. 
A dicembre 2016, l'Asian Development Bank ha approvato un totale di $ 1 miliardo di aiuti pubblici e privati a sostegno dell'espansione del giacimento di Shah Deniz 2. L'assistenza era costituita da un prestito del settore privato da $ 500 milioni alla società per azioni chiusa del corridoio meridionale del gas e da una garanzia di credito parziale di $ 500 milioni contro garantita. Questa garanzia restituirà oltre 500 milioni di dollari di prestiti commerciali da un consorzio di banche al corridoio meridionale del gas.
Secondo i risultati di fine anno del 2017, il governo dell'Azerbaigian ha pagato oltre $ 456 milioni di costi operativi e circa $ 1.176 miliardi di costi del capitale per il progetto di Azeri Chiraq Guneshli nel 2017.
Un accordo (che è stato modificato e riformulato) è stato firmato tra il governo dell'Azerbaigian e alcune società internazionali e SOCAR per aver collaborato al progetto di Azeri Chirag Guneshli il 14 settembre 2017 e questo contratto è stato confermato dall'Assemblea nazionale dell'Azerbaigian il 31 ottobre.
Nel 2017 la produzione totale di Azeri-Chirag-Guneshli è stata di circa 588.000 barili al giorno, con la seguente ripartizione di produzione per area:
- 51.000 barili/giorno dalle piattaforme di Chirag
- 137.000 barili/giorno dalle piattaforme dell'Azeri centrale
- 124.000 barili/giorno dalle piattaforme di Azeri occidentale
- 82.000 barili/giorno dalle piattaforme di Azeri orientale
- 117.000 barili/giorno dalle piattaforme di Gunashli
- 77.000 barili/giorno dalle piattaforme di Chirag occidentale.